# Memory Loves You
Memory Loves You är det sjätte studioalbumet av den svenska singer-songwritern Sophie Zelmani från 2007. Det är hennes första studioalbum sedan Love Affair (2003), då endast samlingsalbumet A Decade of Dreams (2005) släppes däremellan. Det är även hennes första album utgivet på skivbolaget Epic Records, då skivkontraktet med hennes förra skivbolag Columbia upphörde i samband med A Decade of Dreams.
Albumet nådde andra plats på den svenska albumlistan. Man gav heller inte ut många singlar från albumet, endast låten Travelling släppes som singel senare det året.
Skivomslaget är en svartvit bild på Sophie Zelmani fotograferad av Terese Andren, medan CD-fodralet i sin tur släpptes med ett ytteromslag i hårdpapp. Ytteromslaget är helsvart med Zelmanis namn och albumtiteln tryckt i vit text.

## Låtlista
Alla låtar är skrivna av Sophie Zelmani och arrangerade av producenten Lars Halapi.
1. Wait for Cry – 3:10
2. Memory Loves You – 2:58
3. Broken Sunny Day – 5:14
4. I Got Yours – 2:54
5. Sorrow – 2:16
6. How Different – 3:25
7. Love on My Mind – 3:38
8. Travelling – 4:13
9. Now You Know – 3:09
10. Shades – 5:19

Bonuslåt på särskilda digitala utgåvor:
1. My Thing – 4:46

## Singlar från albumet
- Travelling (2007, CD)

## Listplaceringar
| Lista (2007) | Topplacering |
| ------------ | ------------ |
| Schweiz      | 9            |
| Sverige      | 2            |